# Jaime Cano Martínez
Jaime Alonso Cano Martínez (Guadalupe (Antioquia), 26 de julio) es un político colombiano, actualmente diputado del Departamento de Antioquia, y electo durante varios periodos.

## Biografía
Inicio su vida política como Inspector de Policía en el municipio de Santo Domingo (1984-1991), Alcalde del municipio de Santo Domingo (1992-1994), Jefe de Almacén del Hospital General de Medellín (1995-1996), Director de Asonordeste (1998-2000), Asistente a la Cámara de Representantes (2004-2006), Presidente de la Asamblea Departamental de Antioquia (2013 y 2021). 
Pertenece al Partido Conservador Colombiano.